# Вледень (комуна, Димбовіца)
Вледень, Вледені (рум. Vlădeni) — комуна у повіті Димбовіца в Румунії. До складу комуни входить єдине село Вледень.
Комуна розташована на відстані 54 км на північний захід від Бухареста, 25 км на схід від Тирговіште, 87 км на південь від Брашова.

## Населення
У 2009 року у комуні проживали 3246 осіб.

## Зовнішні посилання
- Дані про комуну Вледень на сайті Ghidul Primăriilor [Архівовано 2 березня 2012 у Wayback Machine.]